# 塚山古墳 (出雲市)
塚山古墳（つかやまこふん）は、島根県出雲市今市町にある古墳。出雲市指定史跡に指定されている。

## 概要
島根県東部、出雲平野中央部の平地に築造された古墳である。現在は墳頂に興龍神社が祀られる（南に移転した日吉神社の旧社地の名残）。墳丘は大きく削平されて石室も羨道部が失われており、古墳周囲は埋め立てられて現況道路は石室床面よりも1.5メートル高い位置にある。近年に測量調査が実施されている。
元の墳形は明らかでなく、現在の墳丘は南北約11メートル・東西約9メートル・高さ3.5メートル（石室床面から）を測る（元は直径30メートル程度の円墳か）。埋葬施設は横穴式石室で、南西方向に開口する。元は全長8メートル以上を測る石室であったと推定されるが、現在は大部分が埋没する。石室内の副葬品は詳らかでない。
築造時期は、古墳時代後期の6世紀代と推定される。出雲平野では上塩冶築山古墳・国富中村古墳と近い同時期の築造とみられ、出雲平野の後期古墳としては中規模クラスにあたる。東約500メートルには先行時期の大首長墓の今市大念寺古墳が所在しており、同古墳を継ぐ古墳として注目される。
古墳域は1959年（昭和34年）に出雲市指定史跡に指定されている。

## 遺跡歴
- 江戸時代、古墳付近に山王社の創建（『雲陽誌』では慶安元年（1624年）-宝永2年（1705年）の棟札ありとする。現在の日吉神社）[1]。
- 享保2年（1717年）の『雲陽誌』神門郡今市項に記述[1]。
- 江戸時代中期の『出雲鍬』に記述[1]。
- 1879年（明治12年）の『皇国地誌』に記述[1]。
- 1907年（明治40年）、嘉仁皇太子（のちの大正天皇）行啓に際して古墳西側の行幸町道路整備（石室羨道部の破壊か）[1]。
- 1959年（昭和34年）8月1日、出雲市指定史跡に指定。
- 1986年（昭和61年）、道路下の下水道整備。石室前面部分の立会調査[1]。
- 測量調査（出雲市文化財課、2020年に報告）[1]。

## 埋葬施設

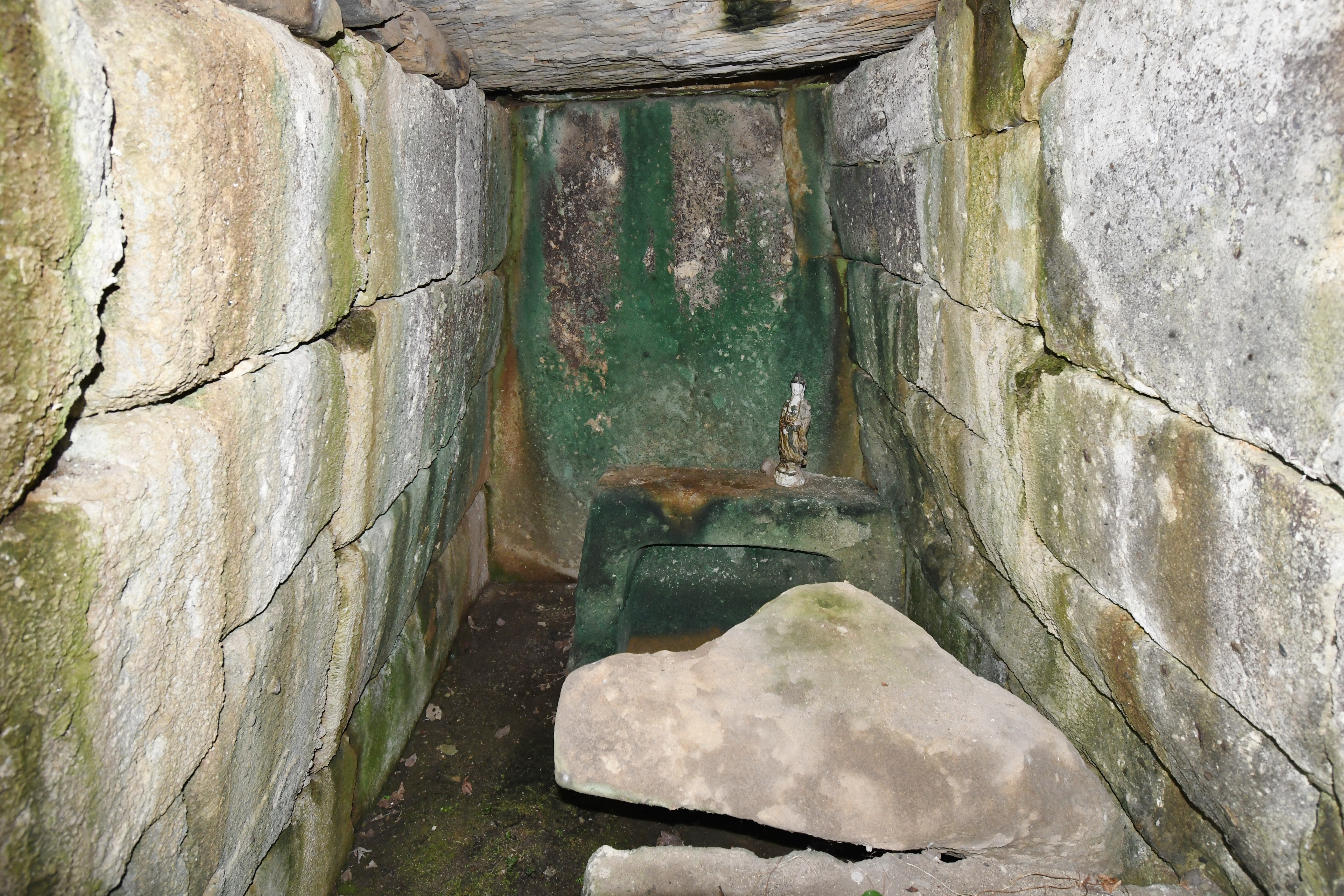
石室 玄室

埋葬施設としては横穴式石室が構築されており、南西方向に開口する。石室の規模は次の通り。
- 石室全長：現存5.4メートル（推定復元8メートル以上）
- 玄室：推定復元長さ4.5メートル、幅1.9メートル（奥壁）、高さ2.5メートル（奥壁）

石室の石材は、角礫凝灰岩質の切石。玄室は、奥壁では高さ2.5メートルの一枚石を立て、右上隅に切石をはめ込む。西壁では4段積み、東壁では奥5段・手前4段積みで、西壁では2石、東壁では3石の腰石を最下段に置く。また西壁では4ヶ所、東壁では2ヶ所で石材の鍵状加工の組み合わせが認められる。玄室の天井石は残存3石。羨道部は、明治の行幸町道路の整備の際に埋没したため詳らかでないが、道路下の下水道工事の際に石列2条が確認されており、石室全長は8メートルまで復元しうる。
玄室内では、東側壁に沿って角礫凝灰岩製の組合式家形石棺を据える。石棺は破壊されて一部石材を欠損しており、現況で長さ3.0メートル・幅1.4メートル・高さ1.5メートルを測る。

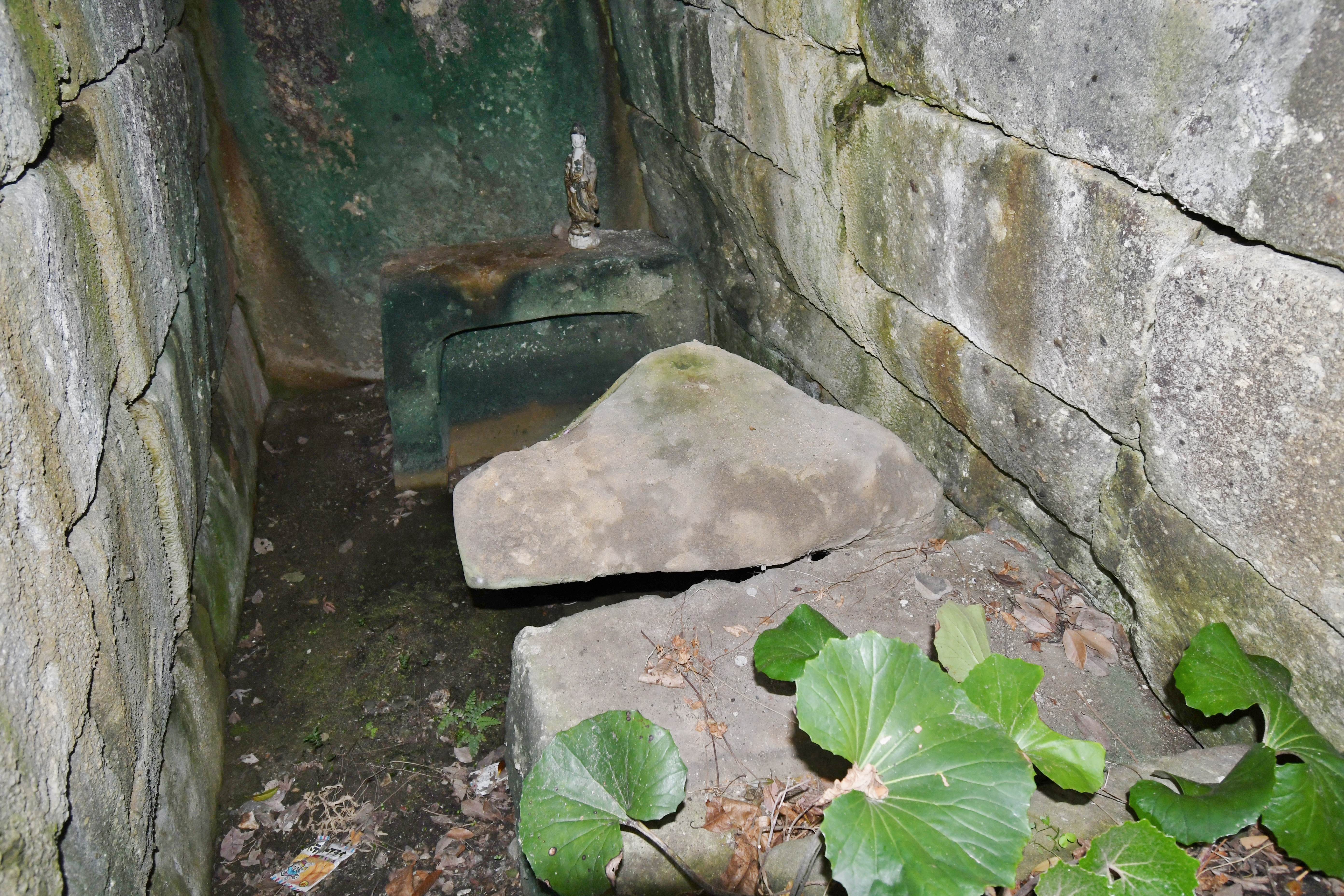
石棺

## 文化財

### 出雲市指定文化財
- 史跡
  - 塚山古墳 - 1959年（昭和34年）8月1日指定。